# Họ Kiến sư tử
Họ Kiến sư tử (tên khoa học Myrmeleontidae) hay còn gọi là Cúc hay Cút là một họ côn trùng thuộc bộ Cánh gân (Neuroptera). Họ Kiến sư tử bao gồm 2 nghìn loài với chi được biết đến nhiều nhất trong họ này là chi cùng tên (Myrmeleo).
Thật ra, nếu định nghĩa một cách khắt khe, thì thuật ngữ "kiến sư tử" hay "cúc" chỉ dùng để ám chỉ dạng ấu trùng của loài này, và trong một số ngôn ngữ thì dạng ấu trùng và dạng trưởng thành có hai tên gọi hoàn toàn khác nhau. Trong tiếng Anh, dù dạng trưởng thành cũng được gọi là "kiến sư tử", chúng cũng có một tên khác là "kiến sư tử cánh viền" ("antlion lacewings"). Ở Bắc Mỹ, loài này cũng được gọi là "bọ nguệch ngoạc" (doodlebug) vì các dấu vết như nét vẽ nguệch ngoạc chúng để lại trên cát trong quá trình tìm nơi thích hợp để đào hang. Trong tiếng Việt, cái tên "con cúc" bắt nguồn từ việc chúng có hình dạng từa tựa như cái cúc áo nhỏ hình hạt đậu xanh.

## Mô tả và đời sống sinh thái

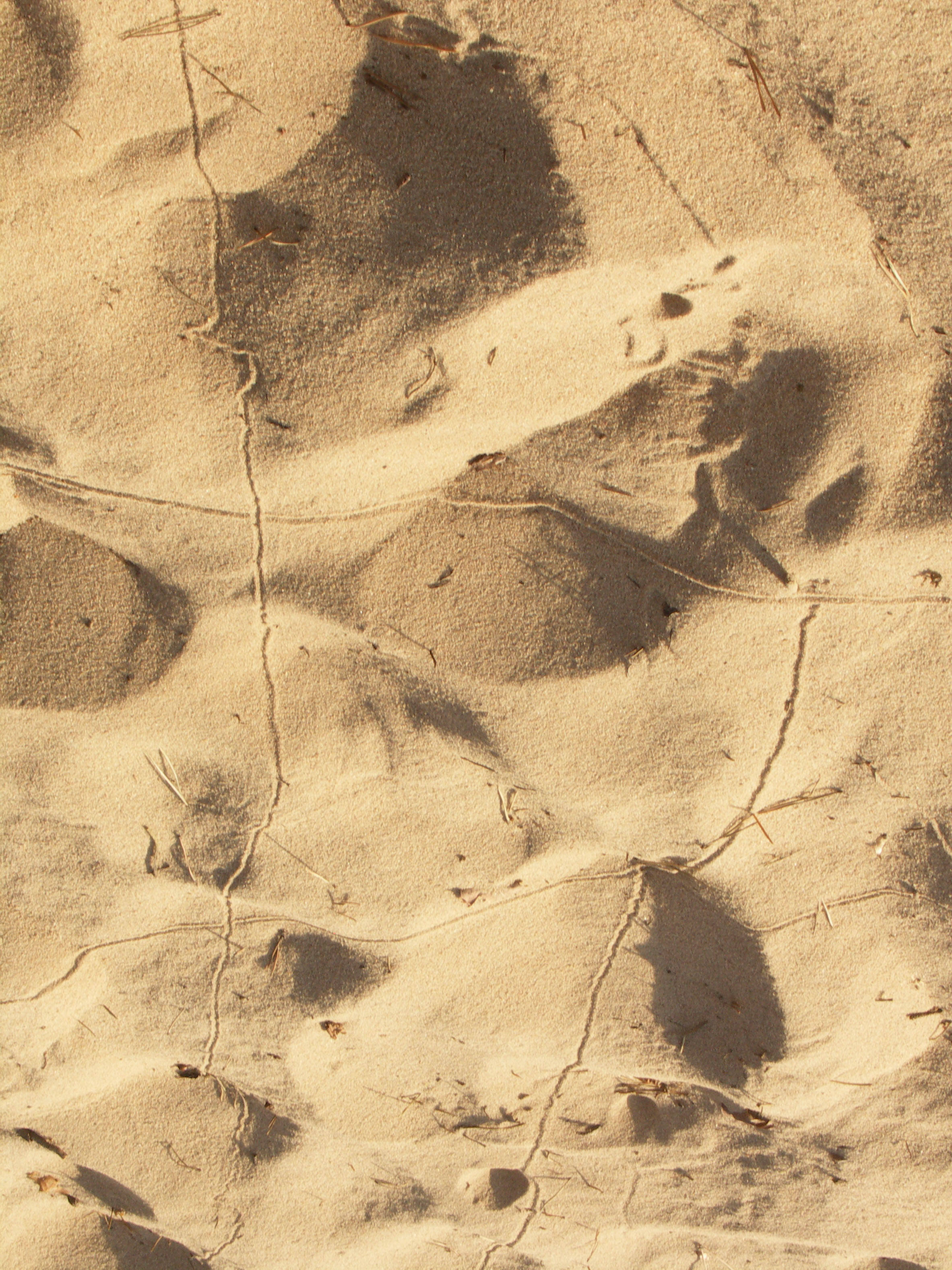
Dấu vết mà kiến sư tử để lại trong quá tình "tìm nơi làm nhà".

Vòng đời của loài cúc Distoleon tetragrammicus

Kiến sư tử phân bố trên khắp địa cầu, nhưng phổ biến nhất là ở các vùng đất cát và khô. Một số loài cúc sinh sống ở các vùng ôn đới lạnh, tỉ như loài kiến sư tử châu Âu Euroleon nostras (với chiều dài cánh vào khoảng chừng 2–15 cm). Ấu trùng của kiến sư tử ăn các loài chân khớp nhỏ - chủ yếu là kiến (đó là nguồn gốc của cái tên "kiến sư tử") - trong khi đó kiến sư tử trưởng thành ăn mật hoa, phấn hoa, hoặc một số loài thì ăn thịt các loại chân khớp nhỏ khác. Dạng ấu trùng của loài cúc Dendroleon pantheormis thì không đào hang hình phễu như các đồng hương của chúng mà mai phục trong các hốc và khe nứt và chộp lấy những nạn nhân xui xẻo đi ngang qua.
Kiến sư tử trưởng thành có hai cặp cánh dài, hẹp và có nhiều gân - trong đó các gân đỉnh enclose regular oblong spaces - và phần bụng của chúng thì dài và thon. Mặc dù các loài cúc trưởng thành có hình dạng giống như chuồn chuồn hay chuồn chuồn kim, cúc và chuồn chuồn nằm trong hai bộ côn trùng hoàn toàn khác nhau. Có thể phân biệt cúc với chuồn chuồn kim nhờ vào đặc điểm râu của kiến sư tử/cúc có phần đầu phình to lên như một quả chùy và đồng thời râu có chiều dài rất lớn, có thể bằng ngực và bụng cộng lại. Đồng thời, cánh của kiến sư tử và của chuồn chuồn cũng khác nhau, with the very long hypostigmatic cell (behind the fusion point of Sc and R1) being several times as long as wide. Kiến sư tử cũng là loài bay kém và chỉ xuất hiện vào ban đêm để tìm bạn tình, vì vậy rất khó tìm thấy cúc trưởng thành trong tự nhiên vì giờ cao điểm của chúng là vào chiều tối. Tuy nhiên ở các vùng khô nóng như hoang mạc, kiến sư tử hoạt động rất tích cực đến mức có thể gây nhiều phiền toái, và một vết cắn của cúc thì khá là đau.
Vòng đời của cúc bắt đầu bằng giai đoạn trứng: một con cúc cái sẽ liên tục đập chót bụng vào cát để xới đất lên và đẻ trứng vào trong lòng đất. Ấu trùng kiến sư tử có một dáng vẻ rất bệ vệ và dữ dằn với thân hình thoi, mập mạp, bụng to, ngực có ba cặp chân và đốt ngực trước kéo dài tạo thành một cái "cổ" gắn với một chiếc đầu hình vuông, phẳng bẹt với một cặp "kìm" dài có kích thước khổng lồ mang nhiều gai rỗng và sắc nhọn. Cặp hàm này hình thành bởi hai hàm của con vật với mỗi hàm chứa đựng một đường ống dẫn nọc độc dùng để giết con mồi. Tùy theo loài và cũng tùy vào nơi sinh sống, cúc sẽ đào một cái hang bẫy hình phễu để trú ngụ hoặc đơn giản ẩn nấp dưới những mẩu gỗ, lá hay trong các kẽ nứt, hốc đá. Một điều đáng chú ý là ấu trùng kiến sư tử không có hậu môn. Tất cả phân, nước tiểu và chất thải sẽ được tích chứa trong cơ thể suốt một thời gian dài và sẽ được bài tiết hết trong một lần vào cuối giai đoạn nhộng.
Giai đoạn nhộng của cúc khá là yên lặng về bề ngoài. Con vật xây một cái kén hình cầu làm từ cát và tơ mịn tiết ra từ tuyến tơ nằm ở chót đuôi. Cái kén được chôn sâu đến vài xentimet dưới lòng đất và con vật nằm trong đó suốt một tháng cho đến khi quá trình biến thái hoàn tất và kiến sư tử trưởng thành về sinh dục. Lúc này, con cúc sẽ chui ra khỏi kén, để lại cái vỏ nhộng trong đó và bò lên mặt đất. Sau chừng 20 phút thì cánh của cúc đã được bơm đủ máu, căng cứng và con vật có thể bay đi khắp nơi để tìm bạn tình. Cúc trưởng thành có kích thước lớn hơn ấu trùng của nó rất nhiều, trên thực tế sự chênh lệch kích thước của ấu trùng kiến sư tử và dạng trưởng thành của nó là đáng kể nhất trong số tất cả các côn trùng có quá trình biến thái hoàn toàn. Chính vì vậy mà kiến sư tử trưởng thành có bộ xương ngoài rất mỏng manh và có tỉ trọng cơ thể rất thấp.

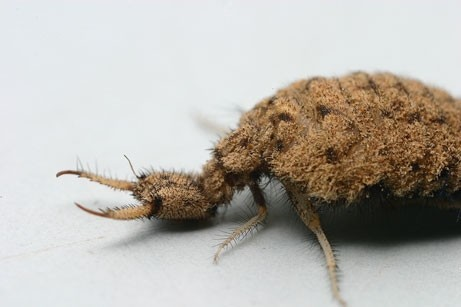
Một con ấu trùng cúc.
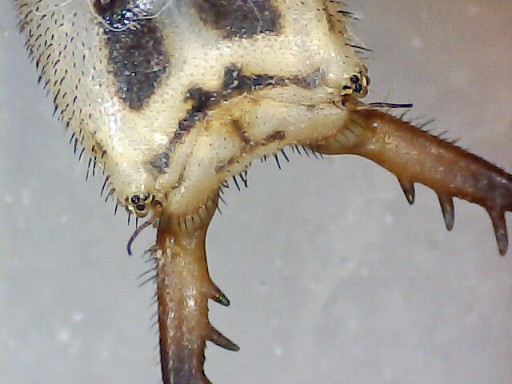
Đầu của một ấu tùng cúc phóng to 20 lần với hai hàm và các gai nhọn.
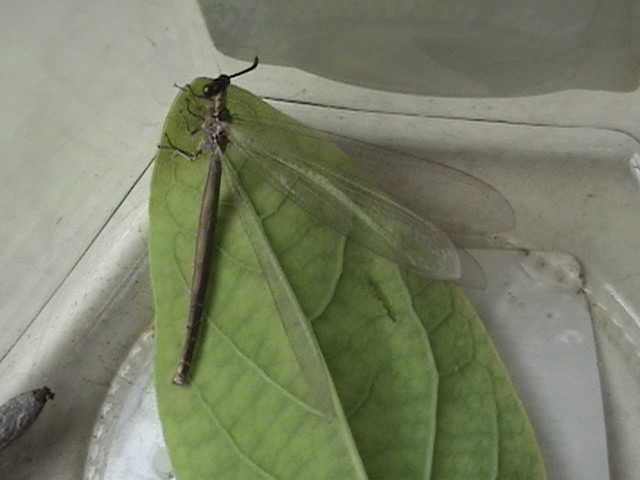
Một con cúc trưởng thành với ngoại hình giống như chuồn chuồn kim.

### Lỗ cúc

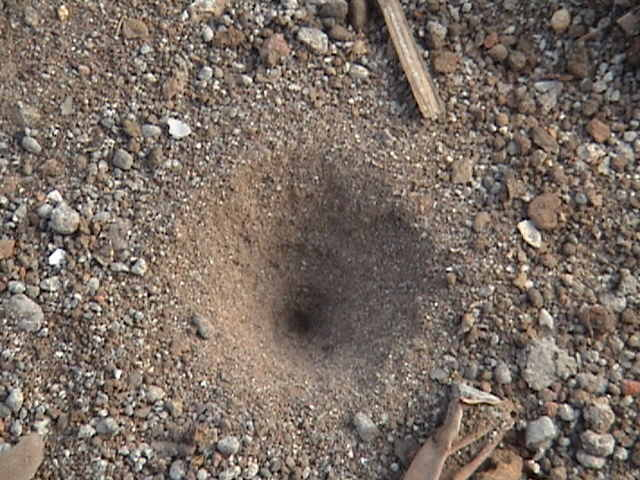
Một lỗ cúc

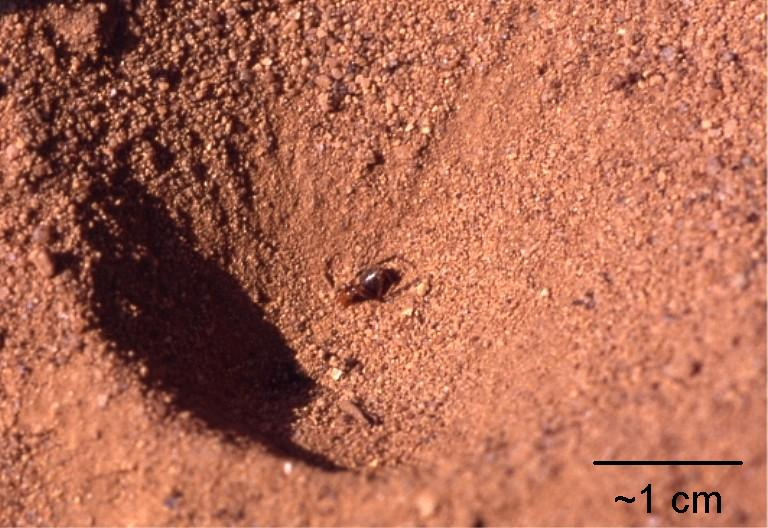
"Hài cốt" một con kiến vừa bị kiến sư tử làm thịt trong lỗ

Ấu trùng của một con cúc với kích thước trung bình sẽ đào một cái hang hình phễu sâu chừng 2 inch (5,08 cm) và rộng chừng 3 inch (7,62 cm) để bẫy con mồi. Việc đào hang này cũng được ghi nhận ở một họ của ruồi là Vermileonidae. Sau khi đánh dấu vị trí đào hang thích hợp bằng một đường xoi hình tròn, con cúc bắt đầu đào hang bằng việc dùng phần chót bụng để xúc cát lên. Với sự giúp đỡ của một chân trước, nó xúc từng đống cát một và dùng bụng hất tung đống cát về phía trước đầu. Bằng cách đó, từ chu vi con cúc tiến dần về trung tâm của hang. Cái hang dần dần sâu hơn cho tới khi góc dốc của hang đạt tới giá trị gọi là góc phản ứng tới hạn - tức là góc dốc lớn nhất mà bề mặt cát có thể giữ ổn định và chỉ cần một chút dao động kiến cho góc dốc tăng lên thì bề mặt cát sẽ sụt lở. Sau khi cái hang đã được đào xong, con vật chui xuống đáy, chống đít xuống dưới đất, đầu ngửng lên trời và chôn thân mình ngập trong lòng cát, chỉ chừa cái hàm sắc nhon lên trên.
Như đã nói, vì góc dốc của hang đạt giá trị góc phản ứng tới hạn, cái hang này sẽ dễ dàng sạt lở khi một động vật nhỏ (tỉ như kiến) vô tình đặt chân vào và sự sạt lở này sẽ khiến con vật trượt chân té xuống lòng hố, nơi kiến sư tử chờ sẵn. Nếu như con mồi bằng cách nào đó cố gắng bò lết lên được miệng hố, con cúc sẽ hất tung đất cát ở đáy hố lên trên khiến cát ở hố liên tiếp bị sạt lở và kéo con mồi xuống đáy. Thus it does not matter whether the larva actually strikes the prey with the sand showers.
Con mồi của kiến sư tử khá đa dạng, từ các loại côn trùng nhỏ như kiến cho tới một số loài chân khớp nhỏ khác, kể cả nhện. Như đã nói, những chiếc gai nhọn ở hàm cúc có một đường ống rỗng bên trong giúp nó hút chất dịch cơ thể của con mồi. Sau khi tiêu thụ hết "thịt", cái vỏ rỗng của nạn nhân sẽ được con cúc hất ra khỏi hang để các con vật khác không biết rằng hang này từng chứa nhiều nạn nhân của cúc. Cái hang được kiến sư tử tiếp tục chỉnh trang lại để đón con mồi mới.
Kiến sư tử xuất hiện khá nhiều ở các vùng đất cát mềm dưới gốc cây hoặc ở các hốc nằm dưới các tảng đá nhô lên khỏi mặt đất. Con cúc đặc biệt ưa thích các vùng đất khô và được che chắn không bị mưa dội xuống. Sau một thời gian ăn uống no nê, con cúc lớn dần lên và tới một lúc nào đó nó tiến tới giai đoạn nhộng, tạo kén và biến thái thành dạng trưởng thành. Quá trình ấu trùng có thể kéo dài tới 2 hay 3 năm vì nguồn thức ăn cung cấp cho cúc không ổn định và thường xuyên. Khi mới nở, cúc có kích thước rất nhỏ vì vậy hang đào của nó và con mồi cũng nhỏ; sau này khi lớn lên nó xây những cái hang to hơn và bắt những con vật to.
Trong tác phẩm Phong lưu xưa và nay của Vương Hồng Sển có nhắc tới việc bắt cúc về để đá như đá dế:
| “ | Mà rồi cũng vì tánh hiếu chiến nên cúc và cống bị hại: trong Nam, học trò nghèo mấy chục năm về trước, đều biết cách đi bắt cúc và cống ngoài đồng cát. Cứ sắm một cây chưn nhang, một đầu gắn một cục sáp nhỏ; trên sáp nhét một sợi tóc ngắn ngắn, lấy đó làm khí cụ bắt cúc và cống. Dòm dưới đất, thấy lỗ nào trẹt trẹt, láng láng, ấy là lỗ cúc hay lỗ cống đây rồi. Sẽ ngồi xuống, lấy tay xoe nhẹ đầu chưn nhang. Sợi tóc thay cho con vật, cào cào sột sạt trên cát: cúc và cống, tin chắc đó là con vật té hầm, phóng mình lên xem: bị bắt mười con không sót một! Đem về, để hai con chung một chén nhỏ, chúng nó sẽ cắn nhau còn dữ hơn đá dế! Ấy là thú vui con nhà nghèo mấy chục năm về trước, đâu như bây giờ các cô các cậu vui chơi xe lửa điện, poupée biết nói, đắt tiền thì có mà đâu đổi được thú vui kia, không tốn tiền cha mẹ xu nhỏ xu lớn gì! | ” |

## Phân loài
Họ hàng gần nhất của kiến sư tử/cúc là các côn trùng thuộc họ Ruồi cú (Ascalaphidae). Họ Babinskaiidae đã tuyệt chủng từ thời tiền sử (nay chỉ biết đến qua hóa thạch) cũng là một họ hàng gần gũi. Cả ba dạng này hình thành nên the most strongly derived lineages của siêu họ Kiến sư tử (Myrmeleontoidea).
Phần lớn các chi và loài của cúc được xếp chủ yếu vào các phân họ khác nhau. Một số chi, nhất là các chi chỉ còn biết tới qua hóa thạch có vị trí cơ sở tiến hóa không rõ ràng. So với tiêu chuẩn của bộ cánh gân thì các di chỉ hóa thạch của cúc tương đói không nhiều. Tuy nhiên, các dấu vết hóa thạch xưa nhất xác nhận nguồn gốc của cúc có niên đại hơ 150 triệu năm về trước, thuộc Đại Trung sinh. Trước đây chúng từng xếp vào một họ riêng là Palaeoleontidae nhưng nay được xem là những đại diện sơ khởi nhất của cúc thực thụ.
Danh sách dưới đây liệt kê các phân họ của cúc cùng với một số chi và loài tiêu biểu:
- Acanthaclisinae
- Brachynemurinae
- Dendroleontinae
  - Bankisus Navás, 1912 (= Navasius)
  - Dendroleon (hóa thạch)
- Dimarinae
- Echthromyrmicinae
- Glenurinae
- Myrmecaelurinae
- Myrmeleontinae
  - Euroleon Esben-Petersen, 1918
    - Euroleon nostras

  - Glenoleon Banks, 1913
    - Glenoleon falsus
    - Glenoleon pulchellus Úc
- Nemoleontinae (đôi khi được xếp vào phân họ Myrmeleontinae)
- Palparinae (bao gồm cả Araripeneurinae)
- Pseudimarinae
- Stilbopteryginae

Các chi cúc chưa được xếp vào phân họ nào:
- Palaeoleon (hóa thạch)
- Porrerus
- Samsonileon (hóa thạch)

## Từ nguyên[8]
Nguồn gốc xuất xứ của cái tên "kiến sư tử" không được rõ ràng. Có lẽ cái tên này bắt nguồn từ việc nạn nhân chủ yếu của cúc là các loài kiến, và cụm "sư tử" mang ý nghĩa là "động vật ăn thịt". Cái tên "kiến sư tử" có lẽ cũng biểu thị ý nghĩa mô tả về một loại côn trùng không cánh sống dưới đất, to lớn hơn kiến rất nhiều và có thói quen ăn thịt kiến, giống như ý niệm "chúa sơn lâm" được gán cho sư tử. Trong trường hợp này, thuật ngữ xem ra có nguồn gốc từ thời cổ đại.
Trong phần lớn các ngôn ngữ của châu Âu, ít nhất trạng thái ấu trùng của cúc được gọi bằng cái tên "kiến sư tử":
- Ngôn ngữ Roman: e.g. formicaleo (tiếng La Tinh cổ), formicaleone (tiếng Ý), formiga-leão (tiếng Bồ Đào Nha), formiga león (tiếng Halychyna), formigues lleó (tiếng Catalunya), fourmilion hay fourmis-lion (tiếng Pháp), hormiga león (tiếng Tây Ban Nha), leii furnicilor (tiếng România)
- Ngôn ngữ German: e.g. Ameisenlöwe (tiếng Đức), maurløve (tiếng Na Uy), mierenleeuw (tiếng Hà Lan), mierleeu (tiếng Afrikaan), myreløve (tiếng Đan Mạch), myrlejon (tiếng Thụy Điển)
- Ngôn ngữ Slav: e.g. mravkolev (tiếng Séc), mravkol'v (мравколъв, tiếng Bulgaria), mravlji lav (tiếng Serbia và tiếng Croatia), mrówkolew (tiếng Ba Lan), murav'iniy lev (муравьиный лев, tiếng Nga)
- Ngôn ngữ Baltic: e.g. skudrulauva (tiếng Latvia), skruzdžių liūtas[cần kiểm chứng] (tiếng Litva)
- Ngôn ngữ Phần: e.g. muurahaisleijona (tiếng Phần Lan), sipelgalõvi (tiếng Estonia)
- Tiếng Albania: luani thnegslave

Người da đỏ bộ tộc Cherokee gọi cúc là Yahoola.
Trong tiếng Do Thái, cúc được gọi là arinamal (ארינמל), trong tiếng Ả Rập là asad al-naml (أسد النمل), và trong tiếng Thổ Nhĩ Kỳ là karınca arslanı. Các ngôn ngữ này cũng sử dụng từ "kiến sư tử" ám chỉ cúc nhưng cách dùng này chỉ mới xuất hiện gần đây và chịu ảnh hưởng từ các nước phương Tây.
Tên khoa học của các phân bộ, siêu họ, họ, chi của loại côn trùng này cũng mang nghĩa là "kiến sư tử", cụ thể nó bắt nguồn từ hai từ của tiếng Hy Lạp cổ là léon (λέων, tiếng Hy Lạp hiện đại: lión, λιόν) và mýrmex (μύρμηξ, tiếng Hy Lạp hiện đại: myrmígia, μυρμήγκια) có nghĩa lần lượt là "sư tử" và "kiến", nói đúng hơn đây là cách "phiên dịch" của chữ "kiến sư tử" được dùng rộng rãi ở châu Âu.
Nhưng trong tiếng Hungary - với nguồn gốc tách rời từ ngôn ngữ Phần ở vùng núi Ural thuộc Đông Âu - cúc được gọi là hangyaleső, có nghĩa là "kẻ mai phục kiến". Và đối vối khu vực ngoài châu Âu, "kiến sư tử" không phải là tên nguyên thủy của những loài sinh vật này. Vì vậy, dường như ý niệm và nghĩa của từ "kiến sư tử" được biết đến trên toàn châu Âu muộn nhất là từ thế kỷ thứ 6 sau Công nguyên; lúc đó người Magyar - tổ tiên của người Hungary ngày nay chỉ mới bắt đầu di cư đến các khu vực thuộc lãnh thổ của Hungary hiện giờ và vào thời điểm đó, tên gọi "kẻ mai phục kiến" đã bám rễ vào tiềm thức dân Hung đến mức mà cái tên "kiến sư tử" không thể thay thế được. Cần phải chú ý là một trong những lần đầu tiên chữ μυρμηκολέων xuất hiện là trong trường hợp dịch sai của chữ "sư tử" trong đoạn kinh Hebrew LXX bằng tiếng Hy Lạp thông dụng (còn gọi là Septuagint), xuất hiện cách đây vài thế kỷ trước Công nguyên. Vì vậy khái niệm "kiến sư tử" dường như đã lan tỏa khắp châu Âu từ vùng Địa Trung Hải trong khoảng vài thế kỷ đầu Công nguyên, đại khái vào thời kỳ của Đế quốc La Mã khi sự trao đổi văn hóa giữa vùng Địa Trung Hải và vùng Bắc Trung Âu diễn ra mạnh mẽ.
Bên ngoài châu Âu, cúc mang những tên khác, một vài trong số đó mang ý nghĩa ám chỉ chiếc hàm của nó hình dạng giống như sừng của trâu bò. Trong tiếng Quan thoại, cúc được gọi là đảo thoái ngưu (倒退牛, dǎotuìniú, nghĩa là "trâu bò ngược"), địa cổ ngưu (地古牛,dìgǔniú, "trâu đất cổ") và nghĩ ngưu (蚁牛, yǐniú, "trâu kiến"). Ở Tây Nam của Bắc Mỹ, cộng đồng người dân gốc Tây Ban Nha sử dụng cái tên torito, có nghĩa là "bò tót nhỏ". Một số tên khác ám chỉ hành vi và thói quen của chúng như: aMbututu (tiếng Xitsonga, nghĩa là "con vật đào và ẩn náu"), undur-undur (tiếng Mã Lai, nghĩa là "con vật bò lùi"), kumhar (tiếng Punjab, nghĩa là "thợ gốm"), bingundha (tiếng Sinhala, nghĩa là "thợ đào hầm"), kuzhi-ana (tiếng Malayalam, nghĩa là "voi đào hố").
Trong tiếng Triều Tiên, cúc được gọi là "mã nghĩ quỷ thần" (螞蟻鬼神, 개미귀신, gaemigwisin, nghĩa là "kiến càng quỷ") và cái lỗ cúc được gọi là "mã nghĩ địa ngục" (螞蟻地獄, 개미지옥 gaemijiog, nghĩa là "địa ngục kiến càng"). Từ này tương tự với phát âm tiếng Nhật là ari-jigoku (アリジゴク, 蟻地獄, nghĩ địa ngục). Đồng thời trong tiếng Nhật, "địa ngục kiến càng" cũng được dùng để ám chỉ một người bị rơi xuống tình cảnh tuyệt vọng và sắp sửa gặp phải tai họa không tránh được. Trong tiếng Việt, chữ "kiến sư tử" xuất hiện lần đầu trong từ điển Pháp-Việt của cụ Đào Duy Anh, đó là kết quả của việc dịch tên tiếng Pháp của loài này. Tên gọi "cúc" hay "cống" là tên gọi truyền thống trong dân gian, bắt nguồn từ việc con vật có hình dạng như cái cúc áo.
Trong một số ngôn ngữ, ấu trùng cúc và cúc trưởng thành có tên gọi khác nhau. Tỉ như tiếng Đức gọi cúc trưởng thành là {chuồn chuồn kim kiến (Ameisenjungfer); tiếng Phần Lan và tiếng Estonia dùng các chữ muurahaiskorento và sipelgakiillased với nghĩa tương tự. Tên tiếng Hà Lan của cúc trưởng thành là mierenleeuwjuffer ("kiến sư tử - chuồn chuồn kim"). Tên tiếng Nhật là "bạc vũ phù du" (usuba-kagerou, ウスバカゲロウ, 薄羽蜉蝣, nghĩa là "phù du cánh mỏng), tên tiếng Triều Tiên là Myeongju jamjari (명주잠자리, nghĩa là "chuồn chuồn lụa"). Tất cả những tên này đều nhằm mô tả một số đặc điểm trong kiểu hình của cúc trưởng thành cũng như lối bay bay khá là vụng về của chúng, các đặc điểm này khác với nhiều loại côn trùng phổ biến trong tự nhiên.
Ấu trùng cúc cũng có một số biệt danh, most of which have no readily discernible etymology. Ở Bắc Mỹ chúng được gọi là North America "doodlebug" (bọ nguệch ngoạc), ở Nam Phi là "shuntie" và joerie (pronounced "yoory"), ở Úc là "devil-devil", ở Antigua và Barbuda là jampeepee, trong tiếng Waray-Waray là "tambaboy", ở St Vincent và Grenadines là "tortee" hay "torty" (bắt nguồn từ chữ "tortoise" nghĩa là "rùa") và chanchito ở Costa Rica.